# Arctagrostis latifolia
Arctagrostis latifolia — вид трав'янистих рослин родини тонконогові (Poaceae), поширений у Північній Америці (Ґренландія, Канада, Аляска) та Євразії (Монголія, Росія, пн. Норвегія та Шпіцберген, пн. Фінляндія).

## Опис
Це багаторічні трав'янисті рослини, які можуть формувати великі килимки, завдяки горизонтальним, розгалуженим кореневищам, як правило, з гілками 3—6 см між повітряними пагонами. Основи стебел з деякими засохлими залишками листя. Стебла товсті, прямі, гладкі й голі або з дуже рідкісними волосками безпосередньо під волоттю. Більшість килимків мають велику кількістю листових пагонів, але можуть бути бідними на квіткові. Листя плоске або скручене до вершини, з численними і щільними жилками, піднятими на обох поверхнях, серединна жилка трохи відрізняється від інших. Прикореневі листя відносно короткі й широкі. Стеблові листки схожі на прикореневі, але коротші й ще більш широкі. «Стяговий листок» прикріплений на або вище середини стебла, часто трохи нижче або частково покриваючи волоть на початку літа. Лігули більш-менш усічені, з бахромою.
Одиниці суцвіття Poaceae — колоски, майже завжди численні в волотях або колосовидих суцвіттях. Колоски складаються з 2-х лусок (приквітки для колоска) і одної або кількох квіток. Квітки містять леми (нижні квіткові луски) і верхні квіткові луски.
Суцвіття — щільні або перервані, вузько довгасті, темно-фіолетові волоті, з гілочками від випростаних до розлогих. Волоть займає 1/3—1/4 загальної довжини стебла. Приквітки (луски й леми) з закругленими спинками, тобто, без кіля, але з зазначеною серединною жилкою. Колоскові луски приблизно тієї ж довжини або більше від довжини колоска, ланцетні, гострі або загострені, але іноді з розірваним кінчиком, темно-фіолетового кольору з білою напівпрозорою вершиною, 1-жильні, гладкі й голі. Леми довгасті, від тупих до підгострих або часто розірвані, фіолетові з широким білим напівпрозорим краєм у верхній 1/3 і вершині, 1-жильні, шорсткі на жилах у верхній частині, і часто злегка волохаті опріч жилок, волоски короткі й прямі. Верхні квіткові луски завдовжки з леми, шорсткі на кілях. Плоди — сім'янки.

## Відтворення
Статеве розмноження насінням; ефективне місцеве вегетативне розмноження шляхом клонального відтворення кореневищами. Плоди розсіюються, ймовірно, головним чином вітром і тваринами (в тому числі птахами).

## Поширення
Циркумполярний вид Північної Америки (Гренландія, Канада, Аляска) та Євразії (Монголія, Росія, пн. Норвегія та Шпіцберген, пн. Фінляндія). На а. Шпіцберген квітне пізно, суцвіття часто сильно пошкоджені морозом; насіння жодного разу не було виявлене; можливо на архіпелазі це рослина-релікт з теплого післяльодовикового періоду (7000–2500 р.т.).
Населяє мілини, багно. В основному зростає на субстратах з приблизно нейтральною та лужною реакцією ґрунту (рН).